# Cavo coassiale

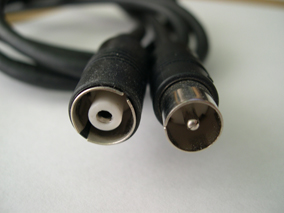
Connettori di un cavo coassiale per utilizzo televisivo

Il cavo coassiale (in inglese in inglese, usualmente abbreviato in coax, /ˈkoʊ.æks/), nelle telecomunicazioni, è un cavo elettrico usato come mezzo trasmissivo di segnale elettrico informativo, appartenente alle linee di trasmissione e molto usato nelle comunicazioni elettriche.
Quando viene usato per il trasporto di segnale audiovisivo, come nel caso del segnale TV terrestre, prende il nome di cavo RF, dove "RF" sta per "radiofrequenza", in quanto il segnale è decodificato tramite frequenze radio.
Viene comunemente detto anche cavo video poiché utilizzato spesso in applicazioni trasmissive di segnale video.

## Descrizione
È composto da un singolo conduttore di rame posto al centro del cavo (anima) e da un dielettrico (generalmente in polietilene o PTFE) che separa l'anima centrale da uno schermo esterno costituito da fili metallici intrecciati (maglia) o da una lamina avvolta a spirale (treccia), garantendo costantemente l'isolamento tra i due conduttori. Lo schermo di metallo aiuta a bloccare le interferenze. Il cavo è munito poi di connettori ai suoi estremi di connessione.
Il segnale viaggia sotto forma di campo elettromagnetico tra l'anima e la maglia a una velocità v che è una frazione di quella della luce nel vuoto e pari a c/n con n indice di rifrazione del dielettrico frapposto. L'analisi della propagazione del campo elettromagnetico nel cavo coassiale fa parte della teoria delle linee di trasmissione, mentre l'effetto di convogliamento è paragonabile a quello di una guida d'onda metallica. In particolare in esso si propaga il modo elettromagnetico TEM. 

### Caratteristiche
I cavi coassiali vengono prodotti di diversi tipi in funzione della frequenza del segnale da trasportare e della potenza dello stesso. I valori di impedenza sono principalmente due:
- 50 ohm, utilizzato per le trasmissioni digitali (come le prime versioni di Ethernet) o radioamatoriali, nonché per segnali standard nel campo degli strumenti di misura elettronici;
- 75 ohm, utilizzato per il segnale video analogico, video digitale SDI, per le antenne televisive (collegamento con l'antenna di ricezione terrestre o satellitare) e per le connessioni Internet via cavo.

L'impedenza caratteristica di 50 ohm è preferita per gli apparati trasmittenti o ricetrasmittenti, in quanto il conduttore centrale, a parità di diametro esterno del cavo, ha un diametro maggiore, quindi una resistenza più bassa e trasporta meglio correnti elevate; l'impedenza caratteristica di 75 ohm, viceversa, è preferita per gli apparati solo riceventi in quanto, a parità di diametro esterno, ha un'attenuazione minore di un cavo a 50 ohm.
Esistono anche cavi con impedenza caratteristica di 93 ohm e 105 ohm utilizzati per reti di connessione dati.
Una tipologia particolare, caratterizzata da estrema flessibilità e buona resistenza allo strappo, è utilizzata nelle sonde per oscilloscopio.
Il cavo coassiale, DC per le trasmissioni analogiche e simile al cavo che trasporta i segnali radio e TV su lunghe distanze, fu in seguito adattato alla comunicazione dati digitali. I dati digitali sono molto più suscettibili rispetto ai dati analogici al rumore e alle distorsioni di segnale che vengono introdotte quando i segnali viaggiano su grandi distanze.

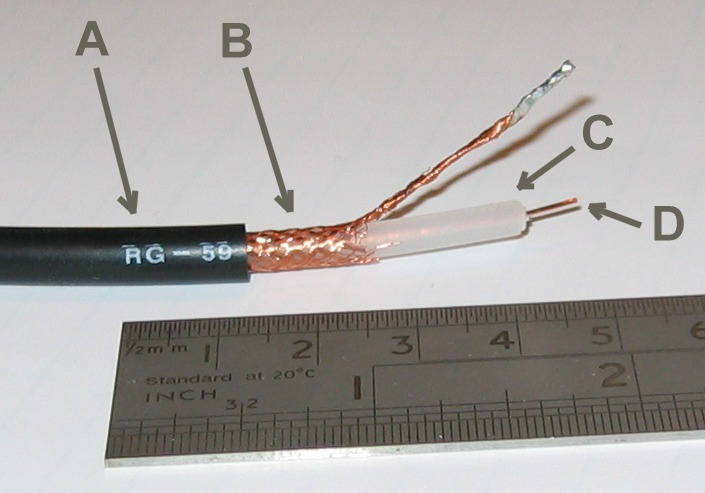
Cavo coassiale RG-59
A: guaina esterna di plastica
B: maglia di rame intrecciata o massa
C: isolante dielettrico interno
D: nucleo di rame o polo caldo

Quindi, le reti che usano come mezzo trasmissivo il cavo coassiale possono estendersi solo per distanze limitate a meno che non vengano utilizzati dei ripetitori di segnale che rigenerano il segnale periodicamente (repeater). Semplici amplificatori non sarebbero adatti, perché questi amplificherebbero anche il rumore e la distorsione che il segnale raccoglie mentre viaggia sul mezzo.
Per molto tempo il cavo coassiale è stata inoltre la sola scelta economica da usare nella cablatura di reti locali ad alta velocità perché rispetto al classico doppino garantisce una capacità di banda e dunque una velocità di trasmissione superiore.
Gli svantaggi di installare e mantenere un sistema in cavo coassiale includono il fatto che il cavo è complesso e costoso da fabbricare, è difficile da utilizzare in spazi confinati in quanto non può essere piegato eccessivamente intorno ad angoli stretti ed è soggetto a frequenti rotture meccaniche ai connettori. In tali ambiti il cavo coassiale è stato soppiantato dalla fibra ottica e dalle relative comunicazioni ottiche.
| Cavi coassiali serie TV adatti alla trasmissione                            | Cavi coassiali serie TV adatti alla trasmissione | Cavi coassiali serie TV adatti alla trasmissione | Cavi coassiali serie TV adatti alla trasmissione | Cavi coassiali serie TV adatti alla trasmissione | Cavi coassiali serie TV adatti alla trasmissione | Cavi coassiali serie TV adatti alla trasmissione | Cavi coassiali serie TV adatti alla trasmissione |
| Tipo                                                                        | CU 22                                            | ST 22                                            | AG 22                                            | CU 33                                            | ST 33                                            | AG 33                                            | AG 60                                            |
| --------------------------------------------------------------------------- | ------------------------------------------------ | ------------------------------------------------ | ------------------------------------------------ | ------------------------------------------------ | ------------------------------------------------ | ------------------------------------------------ | ------------------------------------------------ |
| Impedenza caratteristica in ohm Velocità di propagazione % Capacità in pF/m | 75 ±5% 66 67                                     | 75 ±5% 66 67                                     | 75 ±5% 66 67                                     | 75 ±5% 66 67                                     | 75 ±5% 66 67                                     | 75 ±5% 66 67                                     | 75 ±5% 66 82                                     |
| Attenuazione in dB/100 m a 100 MHz a 200 MHz a 400 MHz a 500 MHz a 800 MHz  | 10 14 21 24 29                                   | 10 14 21 24 29                                   | 9 13 20 23 28                                    | 8 12 18,5 21 27                                  | 8 12 18,5 21 27                                  | 7,5 11,5 18 20 26                                | 9,5 13,5 19,5 21,5 27,5                          |
| Conduttore interno Ø mm                                                     | 0,65                                             | 0,65                                             | 0,65                                             | 0,80                                             | 0,80                                             | 0,80                                             | 0,90                                             |
| Dielettrico in polietilene                                                  | Compatto                                         | Compatto                                         | Compatto                                         | Compatto                                         | Compatto                                         | Compatto                                         | Compatto                                         |
| Guaina esterna                                                              | PVC                                              | PVC                                              | PVC                                              | PVC                                              | PVC                                              | PVC                                              | PVC                                              |
| Dimensioni esterne Ø mm                                                     | 5,8                                              | 5,8                                              | 5,8                                              | 6,8                                              | 6,8                                              | 6,8                                              | 5,8                                              |
| Peso per 1000 m in kg                                                       | 37                                               | 37                                               | 37                                               | 50                                               | 50                                               | 50                                               | 40                                               |
| Trattamento rame                                                            | -                                                | Stagnato                                         | Argentato                                        | -                                                | Stagnato                                         | Argentato                                        | Argentato                                        |
| Antimigrante                                                                | Sì                                               | Sì                                               | Sì                                               | Sì                                               | Sì                                               | Sì                                               | Sì                                               |

## Trattazione matematica
Si consideri un cavo coassiale formato da due cilindri cavi di raggio {\displaystyle a} e {\textstyle b} (con {\displaystyle a<b}). Il cilindro interno ha una capacità per unità di lunghezza {\displaystyle C_{0}} e un'induttanza per unità di lunghezza {\displaystyle L_{0}}.
Considerando un tratto infinitesimo del conduttore, di lunghezza {\displaystyle \mathrm {d} x}, la caduta di potenziale dovuta all'induttanza nel tratto vale
{\displaystyle \mathrm {d} V=-L_{0}\,\mathrm {d} x\,{\frac {\partial i}{\partial t}}}
dove {\displaystyle i} è la corrente circolante.
Viceversa, a causa della capacità, essendo {\displaystyle i={\dot {q}}} e {\displaystyle q=C\Delta V},
{\displaystyle \mathrm {d} I=-C_{0}\,\mathrm {d} x\,{\frac {\partial V}{\partial t}}}
da cui
{\displaystyle {\frac {\partial V}{\partial x}}=-L_{0}\,{\frac {\partial i}{\partial t}}}
{\displaystyle {\frac {\partial i}{\partial x}}=-C_{0}\,{\frac {\partial V}{\partial t}}}
Derivando le due equazioni rispetto a {\displaystyle x} e sostituendo si ottiene
{\displaystyle {\frac {\partial ^{2}V}{\partial x^{2}}}=-L_{0}\,{\frac {\partial }{\partial t}}\,{\frac {\partial i}{\partial x}}=L_{0}C_{0}{\frac {\partial ^{2}V}{\partial t^{2}}}}
{\displaystyle {\frac {\partial ^{2}i}{\partial x^{2}}}=-C_{0}\,{\frac {\partial }{\partial t}}\,{\frac {\partial V}{\partial x}}=L_{0}C_{0}{\frac {\partial ^{2}i}{\partial t^{2}}}}
che rappresentano, secondo l'equazione di d'Alembert due onde che si propagano alla velocità
{\displaystyle v={\frac {1}{\sqrt {L_{0}C_{0}}}}}
La corrente e la differenza di potenziale sono poi legate dalla relazione {\displaystyle V=Zi}, in cui {\displaystyle Z} è l'impedenza.
In un circuito LC, l'impedenza vale
{\displaystyle Z={\sqrt {L/C}}={\sqrt {L_{0}/C_{0}}}}
ed è un numero reale.
Per trovare il valore di {\displaystyle v} e di {\displaystyle Z} in un cavo coassiale è dunque necessario calcolare {\displaystyle L_{0}} e {\displaystyle C_{0}}.
L'induttanza {\displaystyle L_{0}} può essere calcolata ricordando che l'energia del campo magnetico vale {\displaystyle U_{m}={\frac {1}{2}}Li^{2}} e che tale valore è uguale all'integrale sul volume della densità del campo magnetico, data da {\displaystyle {\frac {B^{2}}{2\mu _{0}}}}.
Se la corrente che scorre sul conduttore è pari a {\displaystyle i}, detta {\displaystyle r} la distanza dall'asse del cilindro, il campo magnetico vale (legge di Biot-Savart)
{\displaystyle B={\frac {\mu _{0}i}{2\pi r}}}
quindi, considerando dei cilindri cavi di lunghezza {\displaystyle l} e spessore {\displaystyle \mathrm {d} r},
{\displaystyle U_{m}={\frac {1}{2}}Li^{2}=\int _{\tau }{\frac {B^{2}}{2\mu _{0}}}\mathrm {d} \tau =\int _{\tau }{\frac {\mu _{0}i^{2}}{8\pi ^{2}r^{2}}}\mathrm {d} \tau ={\frac {\mu _{0}i^{2}}{8\pi ^{2}}}\int _{a}^{b}{\frac {1}{r^{2}}}l\,2\pi r\mathrm {d} r={\frac {\mu _{0}i^{2}l}{4\pi }}\int _{a}^{b}{\frac {1}{r}}\mathrm {d} r={\frac {\mu _{0}i^{2}l}{4\pi }}\ln {\frac {b}{a}}}
Integrando e semplificando si ottiene
{\displaystyle L_{0}=L/l={\frac {\mu _{0}}{2\pi }}\ln(b/a)}
Per un condensatore cilindrico, invece, la capacità vale
{\displaystyle C={\frac {2\pi \varepsilon _{0}l}{\ln(b/a)}}},
da cui, dividendo per {\displaystyle l}, si ricava
{\displaystyle C_{0}={\frac {2\pi \varepsilon _{0}}{\ln(b/a)}}}
Pertanto
{\displaystyle v={\frac {1}{\sqrt {L_{0}C_{0}}}}={\frac {1}{\sqrt {\mu _{0}\varepsilon _{0}}}}=c}
Ciò significa che, assumendo che l'interno del cavo sia vuoto, il segnale si trasmette alla velocità della luce, o, se riempito da un dielettrico, alla velocità della luce in tale mezzo.
Viceversa, per l'impedenza si ottiene
{\displaystyle Z={\sqrt {L_{0}/C_{0}}}={\sqrt {\frac {\mu _{0}}{\varepsilon _{0}}}}{\frac {\ln(b/a)}{2\pi }}=Z_{0}{\frac {\ln(b/a)}{2\pi }}}
dove {\displaystyle Z_{0}} è l'impedenza caratteristica del vuoto (pari a circa {\displaystyle 377\,\Omega }), da sostituire opportunamente con l'impedenza specifica dell'eventuale dielettrico inserito nel cavo.